# William Pascoe Crook
William Pascoe Crook (1775-1846), est un missionnaire, instituteur et pasteur britannique.

## Biographie
Né à Dartmouth, Devon, Angleterre le 29 avril 1775,  William Pascoe Crook est envoyé par la London Missionary Society à 21 ans, en juin 1796 dans les mers du Sud. Il embarque à bord du Duff. Arrivant à Vaitahu, dans l'île de Tahuata, le 6 juin 1797, il est censé être accompagné par John Harris et demeurer auprès de la population locale pour les convertir, ou à tout le moins améliorer leurs conditions de vie. Mais devant le manque de confort et l'angoisse d'être abandonné auprès de "sauvages", Harris renonce et repart à Tahiti avec le Duff.  
Crook demeure donc seul dans l'île, et affronte bon nombre de privations et d'humiliations, sans compter la peur récurrente d'être dépendant du bon vouloir de ses hôtes. Mais malgré certaines scènes violentes ou choquantes pour sa morale, les Marquisiens le traitent bien et l'acceptent, sans pour autant abandonner leurs croyances. Il profite du passage d'un navire, le brick américain Betsy commandé par le capitaine Fanning, pour se rendre à Nuku Hiva, où il ne rencontre pas plus de succès dans sa mission de conversion, qui dure huit mois.  
Le 8 janvier 1799, le baleinier Butterworth le prend à son bord, et le ramène en Angleterre en mai 1799. 
Il revient en Polynésie en 1816, où il fonde la ville de Papeete et est responsable de l'éducation de Pōmare III, le jeune roi de Tahiti, avant que celui-ci ne meure prématurément en 1827 . 
Il est le premier missionnaire à documenter les îles Marquises dans un récit ethnographique. 
Crook meurt en Australie, à Melbourne, le 14 juin 1846.

## Œuvre
- William Pascoe Crook, Récit aux Îles Marquises, 1797-1799, Tahiti, Haere Pō, 2007, 215 p. (ISBN 9782904171659)